# Ronny Ambjörnsson
Ronny Volter Ambjörnsson, född 21 mars 1936 i Göteborg, är en svensk idéhistoriker och författare.

## Biografi
Ronny Ambjörnsson ägnade sin tidiga forskning åt Ellen Key, om vilken han skrev sin licentiatavhandling 1967 och sin doktorsavhandling 1974. Han har i artiklar många gånger återvänt till Ellen Key, och utkom 2012 med en omfattande biografi om henne. Till hans tidiga forskning hör också Tradition och revolution, en historiematerialistisk framställning av idé- och kulturhistorien, skriven 1968 tillsammans med Aant Elzinga och Anna Törngren. Boken väckte uppmärksamhet med sin uppmaning "Stöd FNL!" på omslaget. Han blev docent i idéhistoria vid Umeå universitet 1977 och var professor i samma ämne där 1981–2001, då han gick i pension. Som professor pläderade han för att idéhistorien inte bara ska omfatta eliternas idéhistoria, utan även folkets idéhistoria.
Hans forskning har rört ämnen som utopier och socialismens idéhistoria, och han har författat kurslitteratur om antikens och medeltidens idéhistoria. Hans bok Det okända landet handlar om tre svenska utopister: Anders Kempe, August Nordenskiöld och Nils Herman Quiding, och han visar på hur deras idéer haft effekter på Sverige ända in i modern tid. 
Ambjörnsson är en flitig skribent vars böcker utkommit i flera upplagor och översatts till andra språk. Han är känd även utanför de rent akademiska kretsarna som skribent i den svenska dagspressen, särskilt i Dagens Nyheter. Sin kulturjournalistik och essäistik har han utgivit i flera artikelsamlingar. I sin bok Mitt förnamn är Ronny beskriver han en typisk klassresa, det vill säga sitt eget liv och sin karriär ur den sociala förändringens aspekt. Han har även författat dramatik och barnböcker.

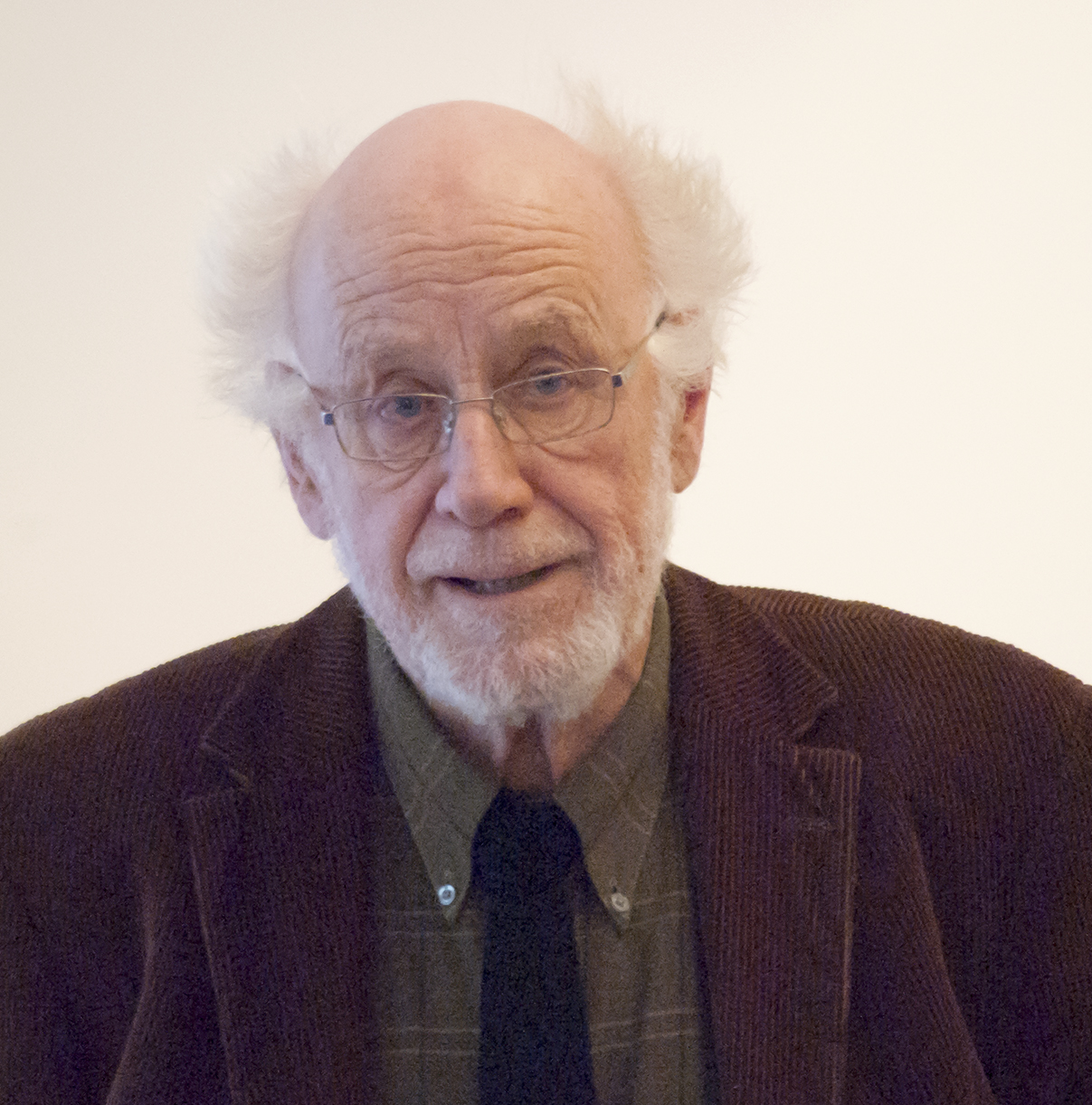
Ronny Ambjörnsson under ett litterärt seminarium i Helsingfors år 2013

Vid 50- och 65-årsdagarna hyllades Ambjörnsson med festskrifter av idéhistoriska kolleger i Umeå. Han har även tilldelats flera priser, som Övralidspriset 2006 "för sina filosofiska berättelser där han i det förflutnas tankemönster och utopier urskiljer samtidens ansikten".
Ambjörnsson är ledamot av Kungliga Vetenskapsakademien.
Bland hans tidigare studenter märks Karin Johannisson, Kjell Jonsson och Sverker Sörlin.

### Familj
Han var 1958–1973 gift med Gunila Ambjörnsson (1938–2013) och från 1973 gift med barnpsykologen Lilian Ambjörnsson-Levin (1943–2023). Han är far till socialantropologen Fanny Ambjörnsson, journalisten Siri Ambjörnsson, tecknaren Ola Ambjörnsson samt tvillingarna Liv och Nadja.

### Idéhistoriska skrifter
- Tillsammans med Aant Elzinga & Anna Törngren, Tradition och revolution. Huvuddrag i det europeiska tänkandet, Staffanstorp: Cavefors, 1968
- Samhällsmodern. Ellen Keys kvinnouppfattning till och med 1896, (diss.) Göteborg: Universitetet (stencil) 1974
- Familjeporträtt. Essäer om familjen, kvinnan, barnet och kärleken i historien, Stockholm: Gidlunds, 1978, ISBN 91-7021-248-1
- Det okända landet. Tre studier om svenska utopister, Stockholm: Gidlunds, 1981, ISBN 91-7021-362-3
- Socialismens idéhistoria. En inledning, Stockholm: Gidlunds i samarbete med Arbetarnas kulturhistoriska sällskap, 1984, ISBN 91-7021-485-9
- Den skötsamme arbetaren. Idéer och ideal i ett norrländskt sågverkssamhälle 1880–1930, Stockholm: Carlsson, 1988. ISBN 91-7798-215-0
- Mansmyter. Liten guide till manlighetens paradoxer, Stockholm: Fischer & Co, 1990, ISBN 91-7054-638-X
- Öst och väst. Tankar om Europa mellan Asien och Amerika, Stockholm: Natur & Kultur, 1994, ISBN 91-27-04285-5
- Europas idéhistoria. Antiken. Människors undran, Stockholm: Natur & Kultur, 1997, ISBN 91-27-05489-6
- Europas idéhistoria. Medeltiden. Tankens pilgrimer, Stockholm: Natur & Kultur, 2002, ISBN 91-27-07923-6
- Fantasin till makten! Utopiska idéer i västerlandet under fem hundra år, Stockholm, Ordfront, 2004, ISBN 91-7324-990-4
- Ellen Key, en europeisk intellektuell, Bonniers, 2012, ISBN 978-91-0-011349-0
- Den hemliga trädgården, om trädgårdar i litteratur och verklighet, Bonniers, 2015, ISBN 978-91-0-014281-0

### Artikelsamlingar
- Tiden – ett äventyr. Om våghalsar, uppror och idéer, Stockholm: Liber, 1980, ISBN 91-38-05317-9
- Tokstollen och andra idéhistorier, Stockholm: Carlsson, 1995, ISBN 91-7798-915-5

### Biografier
- Mitt förnamn är Ronny, Stockholm: Bonnier Alba, 1996, ISBN 91-34-51818-5
- Ellen Key. En europeisk intellektuell, Albert Bonniers förlag, 2012, ISBN 97-89-10011349-0

### Dramatik och barnböcker
- Tillsammans med Agneta Pleijel, Ordning härskar i Berlin, Stockholm: Bonnier, 1970
- Tillsammans med Leif Zern, Don Quijote. Ett skådespel om liberalismens omöjlighet, Stockholm: Gidlunds, 1971
- Tillsammans med Mats Andersson, Toms nya kläder, Stockholm: Gidlunds, 1972, ISBN 91-7021-003-9
- Tillsammans med Maria Blomberg (bilder), Sagor, Stockholm: Gidlunds, 1973, ISBN 91-7021-058-6
- Tillsammans med Mats Andersson, Den förtrollade flöjten, Stockholm: Gidlunds, 1976, ISBN 91-7021-156-6

## Priser och utmärkelser
- 1997 – Lotten von Kraemers pris
- 2000 – Längmanska kulturfondens pris "för hans breda insatser inom vetenskap, kultur, folkbildning och debatt"
- 2006 – Övralidspriset
- 2017 – Stora historiepriset[12]
- 2019 – Gerard Bonniers pris[13]